# ري:زيرو - بدء الحياة في عالم آخر
ري: زيرو - بدء الحياة في عالم أخر (باليابانية: Re：ゼロから始める異世界生活، بالروماجي:  Ri:Zero kara Hajimeru Isekai Seikatsu) (بالإنجليزية: Re:Zero − Starting Life in Another World) هي رواية خفيفة يابانية تأليف تابي ناجاتسوكي، نشر المجلد الأول في مجلة كوميديا حية شهرية من 27 يونيو 2014 إلى 27 فبراير 2015، نشر مجلد الثاني في مجلة بيغ غانغان في 25 أكتوبر 2014، ونشر مجلد الأخير في مجلة كوميديا حية شهرية في 27 ماي 2015
عدد 43 في 2000 إلى العدد 48 في 2002 وجمعت في ثمان أجزاء. أقتبس الأنمي عن رواية، وضبط على شكل 25 حلقة من أنمي تلفزي عرض على تلفزيون طوكيو، تلفزيون أوساكا، تلفزيون أيتشي، آي تي-إكس من أبريل إلى ديسمبر 2016.

## القصة
تدور أحداث القصة حول سوبارو ناتسوكي، شاب عادي ومنطوي يجد نفسه فجأة في عالم خيالي. سرعان ما ينخرط في سلسلة من الأحداث المأساوية بعد لقائه بإميليا، فتاة نصف جنية طيبة القلب تسعى لنيل عرش مملكة لوغونيكا. في تطور مفاجئ، يُقتل سوبارو—لكنه يستيقظ قبل ساعات من موته، ليكتشف أنه يمتلك قدرة غامضة تُعيده إلى نقطة زمنية محددة كلما مات. ومع تكرار التجارب المؤلمة، يدرك سوبارو الثمن الباهظ لقوته. مدفوعًا برغبته في حماية إميليا ودعم حلمها في أن تصبح ملكة، يعمل خادمًا في قصر روزوال إل. ماثرز، ويكوّن علاقات عميقة مع من حوله. وعلى الرغم من الجروح النفسية التي يخلفها الموت، ووحدته كونه الوحيد الذي يتذكر ما حدث في كل دورة، يستمر سوبارو في التقدم، مستخدمًا معاناته كسلاح لصنع مستقبل أفضل.

## الشخصيات

### الشخصيات الرئيسية
سوبارو ناتسوكي (باليابانية: ナツキ・スバル، بالروماجي: Natsuki Subaru)
مؤدي الصوت: يوسكي كوباياشي
هيكيكوموري ولاعب في سن الـ 17 وجد أنَّه انتقل فجأةً إلى عالم آخر في طريقه إلى منزله من محل بقالة، وقابل هناك فتاة نصف عفريته ذات شعرٍ فضيّ تُسمى إميليا، وأحبها حبًا شديدًا. عند وصوله، اكتسب سوبارو قدرةً أسماها «الرجوع بالموت»، والتي تمكنه من العودة بالزمن عندما يموت محتفظًا بذكرياته من الخط الزمنيّ السابق، ولا يستطيع أنْ يخبر أحدًا عن هذه القدرة؛ لأنَّ أيّ محاولة للقيام بذلك تتسبب في إغمائه لحظيًا في حين تظهر أيدٍ خفية لتعصر قلبه، بل وقد تقتل من حوله، وتتسبب أيضًا في انبعاث «رائحة الساحرة الغيُّورة» منه، والتي تجذب المابيست (مخلوقات سحريّة)، وتُعد كريهة لمن يستطيع كشفها. مع كونه عاديًا، كان سوبارو يتمرن من آنٍ لآخر ويبدو أنَّه يعلم أساسيات القتال بالأيدي، مما يجعله غير عاجز تمامًا، كما أظهر بعض الكفاءة لسحر الين، ولكن بمستوى بسيطٍ جدًا. في القوس الثالث، استلم سوبارو رسميًا تنينة أرض سمراء تُدعى باتريش كفرسه الخاص. في القوس الرابع من رواية الويب، بالإضافة إلى إبرامه عقدًا مع بيتريس، تعلّم سوبارو أيضًا الباركور وطريقة استعمال السوط كسلاح لعدة أشهر، مما زاد من قوته. اعتبارًا من نهاية القوس الرابع، أصبح سوبارو رسميًا فارس إميليا.
فازت الشخصية بجائزة أفضل شخصية (ذكر) في جوائز أنمي نيوتايب.
إيميليا (باليابانية: エミリア، بالروماجي: Emiria)
مؤدية الصوت: ريه تاكاهاشي
بطلة الرواية، وفتاة نصف عفريته ذات شعر فضيّ، وهي إحدى المرشحات لتصبح الحاكمة التالية في الانتخابات الملكية، مما سيجعلها ملكة لوغينيكا الثانية والأربعين. قابلها سوبارو أول مرة حينما سرقت فلت شارتها التي هي بحاجة لامتلاكها لتكون مؤهلة للمشاركة في الانتخابات. هي من الغابة المجمدة، ويزيد عمرها عن المائة عام (مع أنَّها كانت مجمدة في الغابة معظم الوقت). ما زالت حالتها العقلية أشبه بالمراهقات. اسم «ساتيلا» الذي استخدمته إميليا في البداية عندما قدمت نفسها لسوبارو هو أيضًا اسم «الساحرة الغيُّورة»، والتي تمتلك مظهرًا مشابهًا لمظهرها، كما أنَّها مسئولة عن التمييز ضد أنصاف العفاريت. ينظر إليها الهجان وغيرهم من الأعراق والناس المحرومين والمميز ضدهم على أنَّها أملهم في مستقبل أفضل بفضل أهدافها المتمثلة في الديموقراطية والمساواة الاجتماعية. غالبًا ما كانت إميليا مكروهة ومنبوذة من قبل معظم الناس؛ بسبب طبيعتها ومشابهتها لساتيلا، مما جعلها وحيدة وبدون أيّ أصدقاء قبل أنْ قابلت سوبارو. في البداية، عدَّت إميليا سوبارو طفلًا شقيًا يحتاج لاعتناء دائم، لكن إميليا بدأت تحبّه بعدما جازف بحياته من أجل إنقاذها من طائفة الساحرة، حيث أنَّ سوبارو هو أول شخص جعلها تشعر بأنَّها سعيدة ومقبولة ومحبوبة.
ريم (باليابانية: レム، بالروماجي: Remu)
مؤدية الصوت: إينوري ميناسي
إحدى توأم الشيطانتين اللتين تعملان خادمتين في قصر روسوال. ريم هي أخت رام الصغرى، التي تمتلك شعرًا أزرق.
رام (باليابانية: ラム، بالروماجي: Ramu)
مؤدية الصوت: ريه موراكاوا
إحدى توأم الشيطانتين اللتين تعملان خادمتين في قصر روسوال. رام هي أخت ريم الكبرى، التي تمتلك شعرًا وردي.
بَكْ (باليابانية: パック، بالروماجي: Pakku)
مؤدية الصوت: يومي أوتشياما
شيطان إميليا وروحٌ على هيئة قط. يتراوح وقت عمله بين 9 صباحًا و5 مساءً، مما يجعله شبيهًا بالموظف، ولديه قدرة تعاطفية تسمح له بقراءة عقول الناس من خلال عواطفهم/نواياهم؛ وبذلك أدرك قوى سوبارو الزمنية دون أن تقتله اللعنة. إن ماتت إميليا، فسوف يتحول بَكْ إلى وحش ضخم عازم على تدمير العالم؛ إذ أن إميليا قد رحلت، وهي الغرض من وجوده. هويته الحقيقية هي «وحش نهاية البحيرات المجمدة أبديًا»، أحد أرواح العالم الأربع العظام والذي يتحكم بالحرارة.
فازت الشخصية بجائزة أفضل شخصية (جالب الحظ) في جوائز أنمي نيوتايب 2015-2016.

### الشخصيات الثانوية
بيتريس (باليابانية: ベアトリス، بالروماجي: Beatorisu)
مؤدية الصوت: ساتومي أراي
ساحرة غامضة تعاقد معها روزوال للحفاظ على سلامة كتبه السحرية العتيقة في مكتبته الهائلة.
روزوال ل. ميذرس (باليابانية: ロズワール・L・メイザース، بالروماجي: Rozuwāru L Meizāsu)
مؤدي الصوت: تاكيهيتو كوياسو
مارغريف وساحر إمبراطوري وكونت، ويُعد متبرعًا وراعيًا لمسعى إميليا للعرش.
فلت (باليابانية: フェルト، بالروماجي: Feruto)
مؤدية الصوت: تشيناتسو أكاساكي
لصة في سن الـ 15 نشأت في أحياء العاصمة الفقيرة. تدعم فلت نظام اللاسلطوية من أجل تدمير النظام الحالي؛ بسبب تربيتها الصعبة.

## إنتاجات

### رواية
تم تحرير السلسلة من طرف إكموتو ماساهيرو في إستوديو م.ف بونكو جي.

### أنمي
تم إعلان عن أنمي من طرف كادوكاوا في يوليو 2015.
من إخراج ماساهيرو واتاناب وكتابة ماساهيرو يوكوتان وإنتاج إستوديو وايت فوكس. وأنتج الموسيقى كنيتشيرو سوهيرو
وعرضت أول حلقة من 25 حلقة في 4 أبريل 2016 مع إضافة 50 دقيقة للحلقة الأولى حيث قسمت لجزئين. أذيعت في تلفزيون طوكيو، تلفزيون أوساكا، تلفزيون أيتشي، وأت-إكس.

## أرباح
بحسب موقع أخبار الروايات اليابانية LN أخبار، بيعت مليون نسخة في يونيو 2016، وأكثر من مليونين نوفمبر 2016.
الحلقات أصبحت 21 من حيث المبيعات في 2016، بيعت تقريبا 69.000 بلوراي وقرص صلب.

## الجوائز والترشيحات
| قائمة الجوائز والترشيحات | قائمة الجوائز والترشيحات | قائمة الجوائز والترشيحات  | قائمة الجوائز والترشيحات | قائمة الجوائز والترشيحات | قائمة الجوائز والترشيحات |
| السنة                    | الجائزة                  | الفئة                     | المستلم                  | النتيجة                  | م.                       |
| ------------------------ | ------------------------ | ------------------------- | ------------------------ | ------------------------ | ------------------------ |
| 2025                     | جوائز كرانشي رول للأنمي  | أفضل أنمي إيسيكاي (خيالي) | ري:زيرو - موسم 3         | فوز                      | [ 4 ]                    |

## وصلات خارجية
- ري:زيرو - بدء الحياة في عالم أخر على موقع ميوزك برينز (الإنجليزية)
- ري:زيرو - بدء الحياة في عالم أخر على موقع ميوزك برينز (الإنجليزية)
- ري:زيرو - بدء الحياة في عالم أخر على موقع ANN manga (الإنجليزية)
- الموقع الرسمي
- الموقع الرسمي
- الموقع الرسمي
- الموقع الرسمي
- الموقع الرسمي
- novel 17902 في شبكة أخبار الأنمي

1. Animax Asia to Air Re:ZERO -Starting Life in Another World- Anime in January شبكة أخبار الأنمي. دجنبر 23, 2016.

2. Luster, Joseph (يوليوز 17, 2016)."FEATURE: "Re:ZERO" All-Night Marathon and Staff Discussion – What Makes Subaru Tick (Everyone Off)". "Crunchyroll". جددت أغسطس 17, 2016.

3. Jack, Er Gin (يونيو 26, 2016)."FEATURE: "Re:ZERO" All-Night Screening Event!". "Crunchyroll". جددت في أغسطس 17, 2016.

4. Luster, Joseph (أغسطس 13, 2016)."FEATURE: "Re:ZERO" Director and Composer Discuss Who The True Heroine Is: Emilia or Rem?". "Crunchyroll". جددت في أغسطس 18, 2016.